# 李关乡
李关乡，是中华人民共和国贵州省黔西南布依族苗族自治州兴仁市一个已撤销的乡级行政区，2015年1月21日，贵州省人民政府批复同意兴仁县乡镇行政区划调整，撤销李关乡，将其所辖的李关村、鹧鸪园村、大山脚村、保驹村划归城南街道。